# 洛厄爾 (密歇根州)
洛厄爾（英語：Lowell）是一個位於美國密歇根州肯特縣的城市。

## 人口
根據2020年美國人口普查的數據，洛厄爾的面積為8.03平方千米，當中陸地面積為7.56平方千米，而水域面積為0.47平方千米。當地共有人口4142人，而人口密度為每平方千米516人。